# 周波数
周波数（しゅうはすう、英：frequency）とは、工学、特に電気工学・電波工学や音響工学などにおいて、波動や振動が、単位時間当たりに繰り返される回数のことである。周波数は周期の逆数であり、単位は「ヘルツ」 (Hz) が使われる。
振動数も英語では frequency でありほぼ同義であるが、「周波数」が主に電気・電波に関する工学用語として用いられるのに対し、「振動数」は力学的運動など自然科学（理学）における物理現象に用いられることが多い。
かつては、「サイクル毎秒」（c/s、略して「サイクル」）が使われていたが、1970年代にヘルツに切り替えられた（日本における切替えは1972年7月1日に施行された改正計量法による）。

## 定義
波動現象において、周期を T とすると、波の周波数 f は次のように定義される。
{\displaystyle f={\frac {1}{T}}}
さらに、波の位相速度を v、波長を λ とすると
{\displaystyle vT={\frac {v}{f}}=\lambda }
{\displaystyle v=f\lambda }
という関係が成り立ち、周波数 f は
{\displaystyle f={\frac {v}{\lambda }}}
で表される（等速円運動・単振動などの現象については、振動数の項を参照）。
真空中を進む電磁波の場合、その位相速度 v は光速 c に等しい。すなわち、上の式は次のようになる。
{\displaystyle f={\frac {c}{\lambda }}}
単色光源から発した波動がある媒体から別の媒体へと伝わる際、その周波数は全く変化せず、波長と位相速度だけが変化する。

## 測定

### 周波数カウンタ
高い周波数は周波数カウンタを使って測定することが多い。入力された電気信号の周波数を測定し、結果をヘルツ単位でデジタル表示する電子機器である。水晶振動子を使ったデジタル回路で、一定時間内の周期をカウントして周波数を求める。もともと電気信号ではない物理現象の周波数を求める場合は、適当なトランスデューサーによって電気信号に変換して周波数カウンタに入力する。最近の周波数カウンタは最高で 100 GHz 程度までカバーしている。これが直接測定できる周波数の限界であり、これ以上の高い周波数を測定するには間接的技法が必要になる。

### ヘテロダイン
周波数カウンタで測定できない高い周波数の電磁波は、ヘテロダインという周波数変換技法を使って間接的に測定する。基準となる既知の周波数の信号とそれに近いが正確な周波数の不明な信号を非線形なプロセスで混合すると、2つの周波数の差にあたるヘテロダインまたは「うなり」と呼ばれる信号が発生する。この信号は周波数が十分低いので、周波数カウンタで測定可能である。もちろん、こうして測定できるのは基準となる周波数との差分であり、基準となる周波数は別の方法で確定する必要がある。さらに高い周波数を測定するには、ヘテロダインを数段使用する。最近では、この技法で赤外線から可視光の周波数まで測定可能である。

## 例

### 光

電磁スペクトル全体のうち、可視光の帯域はごく一部である。

光には様々な色があるが、色の違いは、眼の網膜にある錐体細胞が感光する際の、周波数の違いに起因している。
光は電磁波の一種だが、可視光は、電磁波の周波数帯（電磁スペクトル）の中ではごく一部である。可視光より周波数が高い光は、紫外線 (UV) といい、目に見えない光である。逆に、周波数が低い光は、赤外線 (IR) であり、ナイトビジョンなどの熱を探知する機器で利用される。紫外線よりさらに周波数が高い電磁波は、X線やガンマ線と呼ばれる。逆に赤外線よりさらに周波数が低い電磁波は電波であり、メガヘルツ (MHz) や　ギカヘルツ　(GHz) やキロヘルツ (kHz) といった単位の周波数を持つ。自然界には、ミリヘルツ (mHz) やマイクロヘルツ (μHz) の周波数の電波も存在する。2ミリヘルツの電波の波長は、1天文単位（地球と太陽の平均距離）とほぼ等しい。さらに、1マイクロヘルツの電波の波長は、0.0317 光年。1ナノヘルツ (nHz) の電波の波長は、31.6881光年である。

### 音
音は、固体・液体・気体を媒体として伝わる振動（疎密波）であり、特に可聴域の周波数の振動を指す。周波数は、1秒間に1回振動すると1 Hzとなる（「たった1人のフルバンド　YMOとシンセサイザーの秘密」松武秀樹、勁文社、1981年、p217）。ヒトの可聴周波数（可聴域）は20 Hzから2万Hz（20 kHz）（ただし、ヒトの可聴域の上限は加齢と共に低下してゆく）とされており、純音（サイン波）であれば周波数が上がるにつれて音高も上がったように感じられる。また、ヒトの音に対する感度は周波数によって異なっていて、周波数が違えば、たとえ同じ強さ（同じ音強、同じ音圧）であっても、違う大きさに感じられる場合がある。（詳しくは、等ラウドネス曲線などを参照のこと。）ヒト以外の生物の可聴域はそれぞれの種によって異なる。例えばイヌは犬種によっては最高で約6万 Hzまでの音が聞こえる。音を感知する聴覚は重要な感覚の1つであり、様々な生物種が危険を察知したりするのに使い、さらに捕食やコミュニケーションに使っている。
音波は様々な状態の物質を媒体として伝播し、固体・液体・気体だけでなくプラズマでも伝播する。ただし、真空中では音は伝播しない。なお、ヒトの可聴域より高い周波数の音波を、超音波と呼ぶ。逆に、ヒトの可聴域より低い周波数の音波は、超低周波音と呼ぶ。

### 電源の周波数
ヨーロッパ、アフリカ（リベリアは60Hz、他の地域も50Hz、55Hz、60Hzが混在）、オーストラリア、南アメリカ南部、アジアの大部分（朝鮮半島は60Hz）、ロシアといった地域では、交流の商用電源周波数は50Hz、北アメリカ（アラスカとグリーンランドは50Hz）、南アメリカ北部では60Hz である。日本では東日本が50Hz、西日本が60Hz となっている。録音におけるハム音はこの電源周波数の雑音であり、周波数を分析することでどちらの地域で録音されたかが判別できる。

## 周期と周波数
便宜上、より長くてより遅い波（水面波など）は、周波数 よりむしろ周期で記述する傾向がある。短くて速い波（オーディオやラジオなど）は、通常周期の代わりに周波数によって記述される。
これらの一般的に用いられる変換は、以下のリストで示される：
| 周波数       | 1 mHz (10−3) | 1 Hz (100) | 1 kHz (103) | 1 MHz (106) | 1 GHz (109) | 1 THz (1012) |
| 周期（時間） | 1 ks (103)   | 1 s (100)  | 1 ms (10−3) | 1 µs (10−6) | 1 ns (10−9) | 1 ps (10−12) |

## その他の周波数
- 角周波数 ω は、回転運動における角変位の変動率または波動における正弦波形の位相として定義される。

{\displaystyle \omega =2\pi f\,}
角周波数の単位はラジアン毎秒 (rad/s) である。
- 周波数は基本的に時間的周期に関するものだが、空間周波数は空間的周期に関するものである。1次元の場合や2次元の場合などがある。
- 波数は、角周波数の空間版である。2次元以上の場合、波数はベクトル量となる。
- あらゆる交流信号は、正周波数を持つとともに負周波数も持つ。ただし普通は、負周波数を無視しても問題ない。

## 瞬時周波数
瞬時周波数（、英: instantaneous frequency）は信号がもつ位相の時間変化率である。
解析信号 {\displaystyle z(t)} に対する {\displaystyle {\operatorname {d}  \over \operatorname {d} \!t}\angle z(t)} で定義される。

### 周波数関連
- 基本周波数
- 共振周波数
- サンプリング周波数
- 遮断周波数（カットオフ周波数）